# 圣安东尼奥镇
圣安东尼奥镇（義大利語：Villa Sant'Antonio）是意大利奥里斯塔诺省的一个市镇。总面积19.13平方公里，人口393人，人口密度20.5人/平方公里（2009年）。ISTAT代码为095048。